# Hôtel La Faulotte
L'hôtel La Faulotte est situé à Châtenay-Malabry, en France.

## Historique
Ancienne maison seigneuriale construite dans la première moitié du XVIIIe siècle, elle est acquise en 1830 par un membre de la famille Etignard de La Faulotte qui en fait aménager le parc. 
La Société de Patronage de jeunes Filles détenues, libérées et abandonnées, du Département de la Seine s'y installe en 1889. Cette société, fondée en 1837 par Mme de Lamartine pour accueillir les jeunes filles sorties de prison, avait ouvert en 1845 une maison à Paris au no 65 rue de Vaugirard (ancien no 81). Expropriée lors du percement de la rue de Rennes, elle s'installe au no 71 (ancien no 89) de la même rue avant d'être transférée ici en 1889. La direction de cette maison était confiée aux Sœurs de Marie-Joseph (religieuses qui se consacrent au service des prisonniers) jusqu'en 1901. Les sœurs Oblates de l'Assomption reprennent l'œuvre en 1903, l'améliorent et la développent jusqu'en 1967.
En 1893, l'aile sud est construite et le colombier est transformé en chapelle (détruite en 1957).
En 1951, les communs sont détruits et le parc est vendu.
En 1972, l'aile sud est agrandie.